# Калыгинское
Калыгинское — самое большое карстовое (провальное) озеро на востоке Смоленской области России в Новодугинском районе. Принадлежит бассейну реки Вазуза, связано с ней протокой. Берега пологие. Памятник природы.